# نشان سن‌میشل
نشان سن‌میشل (به فرانسوی: Ordre de Saint-Michel) یک نشان شوالیه‌ای دودمانی فرانسوی بود که توسط لوئی یازدهم به عنوان رقیبی برای نشان پشم زرین که توسط فیلیپ سوم، دوک بورگوندی ایجاد سده بود، ابداع گردید. تا زمان ایجاد نشان سنتسپری، سن‌میشل بالاترین نشان فرانسه بود.